# Il giovane Toscanini
Il giovane Toscanini è un film del 1988 diretto da Franco Zeffirelli presentato per la prima volta alla Mostra del cinema di Venezia.

## Trama
Il film narra della vita giovanile del direttore d'orchestra Arturo Toscanini, iniziando dal primo brusco incontro con La Scala di Milano a 18 anni (rifiutato come violoncellista a causa del  temperamento irruente).
Poi Toscanini è ingaggiato da un impresario per una tournée in Brasile. Quindi incontra a Rio de Janeiro la favorita dell'Imperatore Dom Pedro II, ed aderisce alla sua causa per l'emancipazione degli schiavi. Il film termina con la rappresentazione di un'Aida in Brasile dove è ambientata parte del film.
Alcuni episodi della vita del giovane vengono intrecciati a vicende storiche e politiche nelle quali fu coinvolto.

## Produzione
Si tratta di una grande produzione spettacolare, di impostazione tipicamente "hollywoodiana": l'unico film girato in Italia da C. Thomas Howell.
Zeffirelli, che ebbe l'opportunità di conoscere Toscanini e di cui è famoso anche un litigio con lo stesso, vuole mettere in evidenza il carattere dirompente e magnetico del giovane che diventa metafora del potere e della forza della gioventù.
La pellicola destò molta attenzione all'epoca, perché vedeva il ritorno sul grande schermo dell'attrice Elizabeth Taylor dopo quasi dieci anni di assenza, doppiata nelle parti cantate dal soprano statunitense Aprile Millo.
Nella colonna sonora la Millo canta brani di Aida con Carlo Bergonzi (il tenore Tobia Bertini) accompagnata dall'orchestra ed il coro del teatro Petruzzelli di Bari e dal violoncellista Antony Cooke, diretta dallo statunitense Eugene Kohn e la Ninna nanna (Brahms).
Da notare che tutte le scene ambientate nel teatro in Brasile sono state girate all'interno del teatro Petruzzelli di Bari, che dopo alcuni anni sarà distrutto dalle fiamme, e il film resterà come testimonianza del teatro barese originario.